# Лілія лісова
Лі́лія лісова́ (Lilium martagon) — багаторічна цибулинна рослина, один з видів роду лілія (Lilium) родини лілійних.
Лілія лісова — єдиний вид лілій, який росте в Україні в дикорослому стані.
Занесена до Червоної книги України.

## Опис

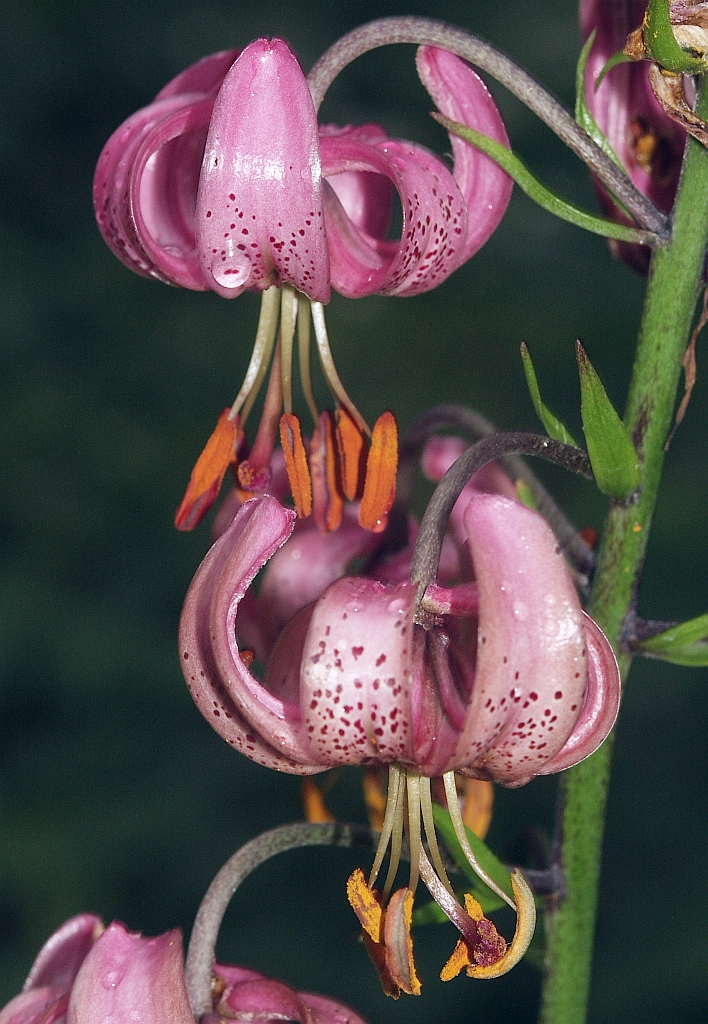
Квітки лілії лісової

Стебло прямостояче, нерозгалужене, зелене або з червонуватими крапками, голе або опушене, 50—150 см заввишки. Листки цілокраї, еліптично-ланцетоподібні; верхні й нижні — чергові, середні — зібрані по 5—8 у кільце, більші за нижніх і верхніх. Цибулина яйцевоподібна, жовтаво-кремова, складається з багатьох м'ясистих лусок. Квітки правильні, двостатеві, великі (діаметром 3-4 см), ясно-пурпурові, з темно-фіолетовими плямами, зібрані у верхівкові рідкі китиці. Квітки мають довгі квітконіжки. Суцвіття китицеподібне із 9-15 квіток. Плід — коробочка. Цвіте у червні — липні. Надає перевагу півтіні, особливо жарким літом.
Має декоративну білоквіткову форму альбум (f. album).

## Поширення
Лілія лісова — рідкісна рослина, поширена у помірній зоні майже по всій Європі, Сибіру, Центральній Азії.
Зростає і в лісах України — на Закарпатті, Буковині, Прикарпатті (зокрема, у Прут-Дністровського межиріччі та на Опіллі), на Тернопільщині (зокрема у національному природному парку "Кременецькі гори"), на Поліссі і в Лісостепу.
Місцями зростання лілій лісових є дубові, черешнево-дубові, грабові, букові, дубово-букові, буково-ялівцеві, ялинові ліси, поруби, узлісся, луки.
Основними причинами зменшення популяцій лісової лілії є інтенсивне збирання рослин на букети, викопування цибулин тощо.

## Галерея

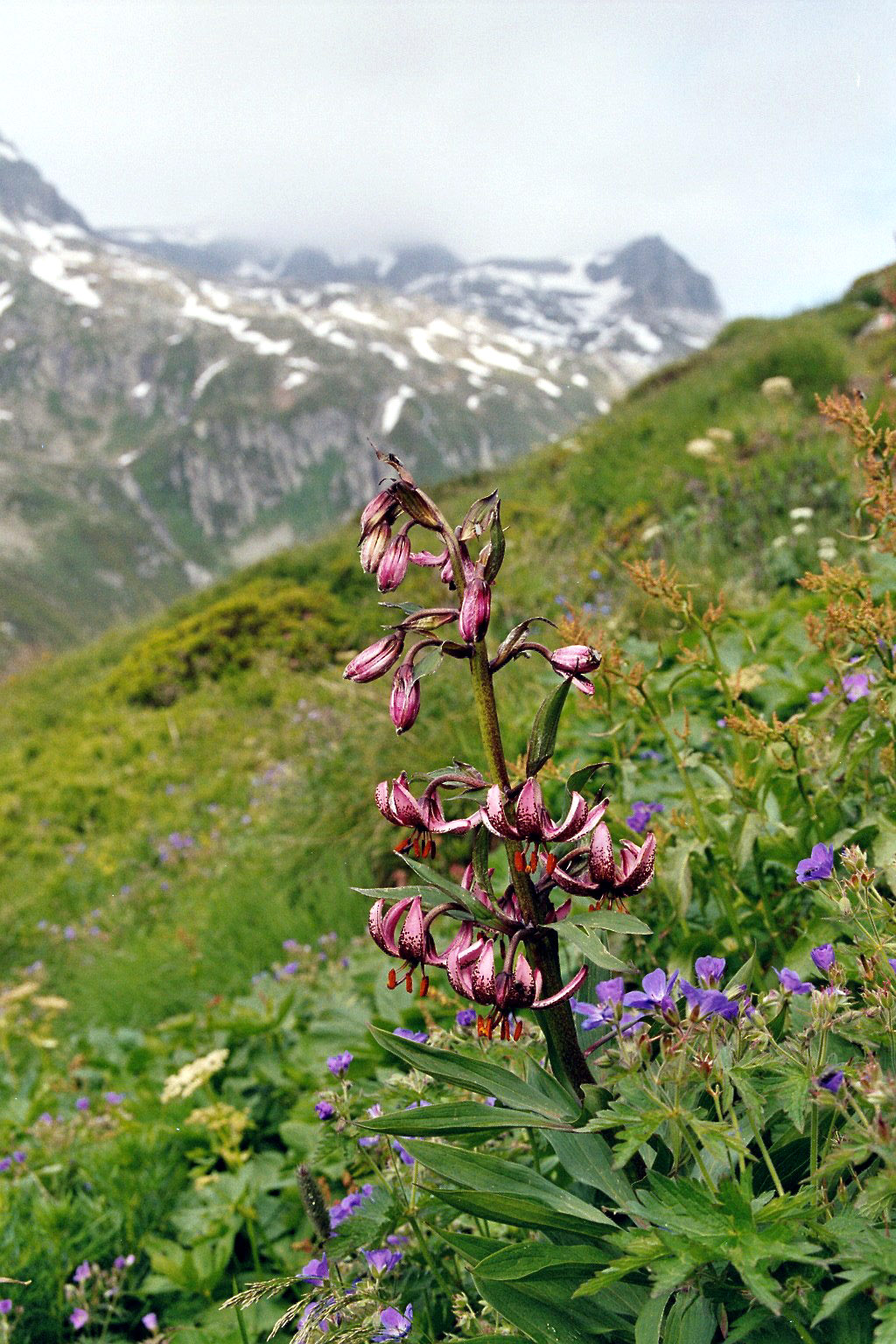
Лілія лісова на тлі гір
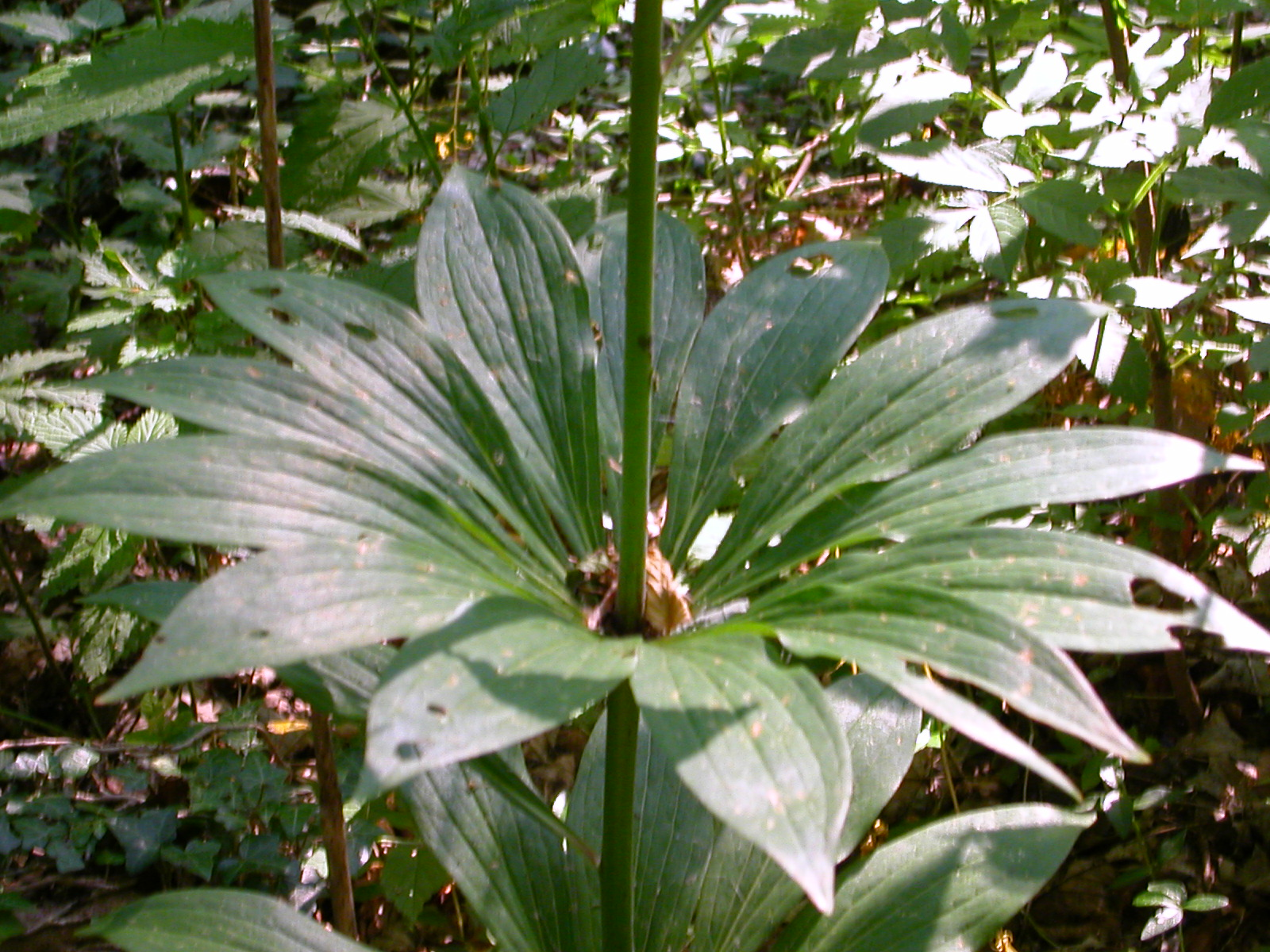
Листя лілії лісової

## Цікаві факти
- Лілія лісова зображена на емблемі ботанічного саду ім. Фоміна, вона послужила об'єктом для світового відкриття С. Г. Навашиним у 1898 р. явища подвійного запліднення у покритонасінних рослин, що принесло світову славу Ботанічному саду та Київському університету.